# Хуландойская боевая башня
Хуландойская — боевая башня, датируется  XIV-XV веками, располагается на выходе из ущелья Харгабе-чё (чеч. ХьаргIаб-чоь) на южной краю селения Хуландой, в Шаройском районе, в 19 км от районного центра села Шарой..

## Описание
Башня находится на левом берегу реки Хуландойн-эхк, на склоне горы. Памятник является примером фортификационного строения эпохи раннего средневековья. Башня была сигнально-сторожевой и предназначалась для охраны горной дороги из Тушетии (Грузия) в Шарой и Шаро-Аргунское ущелье.
Башенное строение 4-х этажное с пирамидально-ступенчатой крышей (семь сланцевых плит), высотой больше 15 метров, имеет сужение к верху. С 3-х сторон, в отличие от фасадной северо-западной стороны, у башни расположены каменные навесные балкончиками-машикули (на трех кронштейнах с двумя амбразурами). Стены возведены из сланцевого камня.
Башня направлена стенами по сторонам света. Входной проем устроен с западной стороны на высоте 2,25 метра. от уровня основы, на этой же стене три оконных проема. Проемы закругленные арочные. В стене южного фасада пять бойниц Между 3-м и 4-м этажами на северной и западной стенах выложен ромбовидный декор в виде квадратных ниш.
На северной стене на уровне 1-го этажа — одна бойница, на 2-м и 3-м этажах по две амбразуры.
На восточной стене по две бойницы. Башня имеет наклон в западную сторону. Хуландойская крепость возведена под рельеф местности, поэтому размеры стен различаются: северная сторона — 4,20 метра, восточная — 3,94 метра, южная — 4,35 метра, западная — 4,50 метра. Толщина стен в нижней части представляет более 1,0 метра.